# Villadia laxa
Villadia laxa är en fetbladsväxtart som beskrevs av R.V. Moran och C.H. Uhl. Villadia laxa ingår i släktet Villadia och familjen fetbladsväxter. Inga underarter finns listade i Catalogue of Life.